# Cupido puer
Cupido puer är en fjärilsart som beskrevs av Franz Paula von Schrank 1801. Cupido puer ingår i släktet Cupido och familjen juvelvingar. Inga underarter finns listade i Catalogue of Life.